# Othorene
Othorene — рід лускокрилих з родини сатурнієвих, підродини Ceratocampinae.

## Систематика
До складу роду входять:
- Othorene cadmus (Herrich-Schäffer, 1854)
- Othorene purpurascens (Schaus, 1905) — Мексика
- Othorene verana (Schaus, 1900) — від Мексики до Панами, Гватемала